# Procónsul (imperio español)

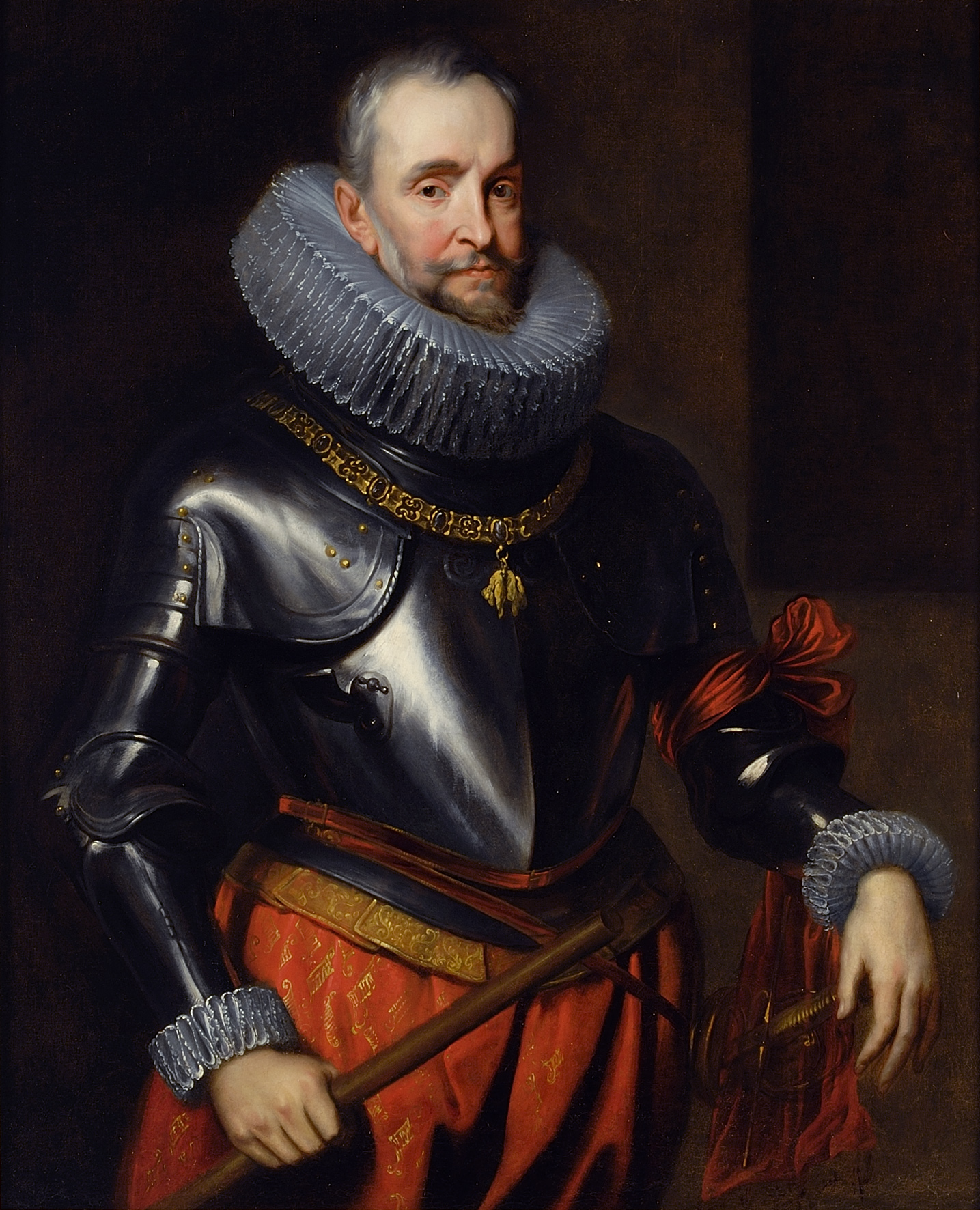
Ambrosio Spínola, procónsul eminente, por Anton van Dyck.

Procónsul es la denominación dada en la historiografía anglosajona a los virreyes y gobernadores del reinado de Felipe III de España que actuaban de manera independiente, librando guerras y políticas personales en sus parcelas del imperio español, a falta de un liderazgo efectivo desde la capital.
El apelativo de procónsul se usa ocasionalmente en la actualidad para referirse también a altos oficiales del imperio británico y los Estados Unidos, aunque por lo general con connotaciones negativas de colonialismo o expansionismo.

## Historia
Los procónsules imperiales surgieron durante el reinado de Felipe III, en la etapa de 1598 a 1621, y en especial durante el mandato del Duque de Lerma como valido. La corrupción bombeada por Lerma y el desinterés del monarca por el gobierno ocasionaron que los gobernantes hispánicos adquiriesen cotas cada vez mayores de atonomía. Los problemas de comunicarse a través de largas distancias geográficas ya otorgaban cierta independencia implícita a los gobernadores del imperio español, pero el fenómeno se dio mucho más en este punto que en ningún otro momento de su historia.
La relación entre la capital y los procónsules fue de continuo conflicto, propiciado por el choque entre las políticas pacifistas de la corte, más ocupada en sus problemas internos y posibles beneficios del tiempo de paz, y el enfoque agresivo de los gobernadores, que veían la necesidad de no perdonar militarmente ninguna competición por parte de enemigos de España. Los procónsules no podían sustituir completamente a un buen gobierno central, ya que se dependía de su iniciativa y talento personales para mantener la seguridad y estabilidad de los territorios, con lo que la gobernanza dejó que desear allí donde no hubiera nadie al cargo que diera la talla. Este fue el caso de Cataluña, lo que sembró las semillas de la sublevación de los segadores de 1640.
Durante el reinado de Felipe IV, con la revitalización del liderazgo central, los procónsules terminaron por desaparecer.

## Principales procónsules

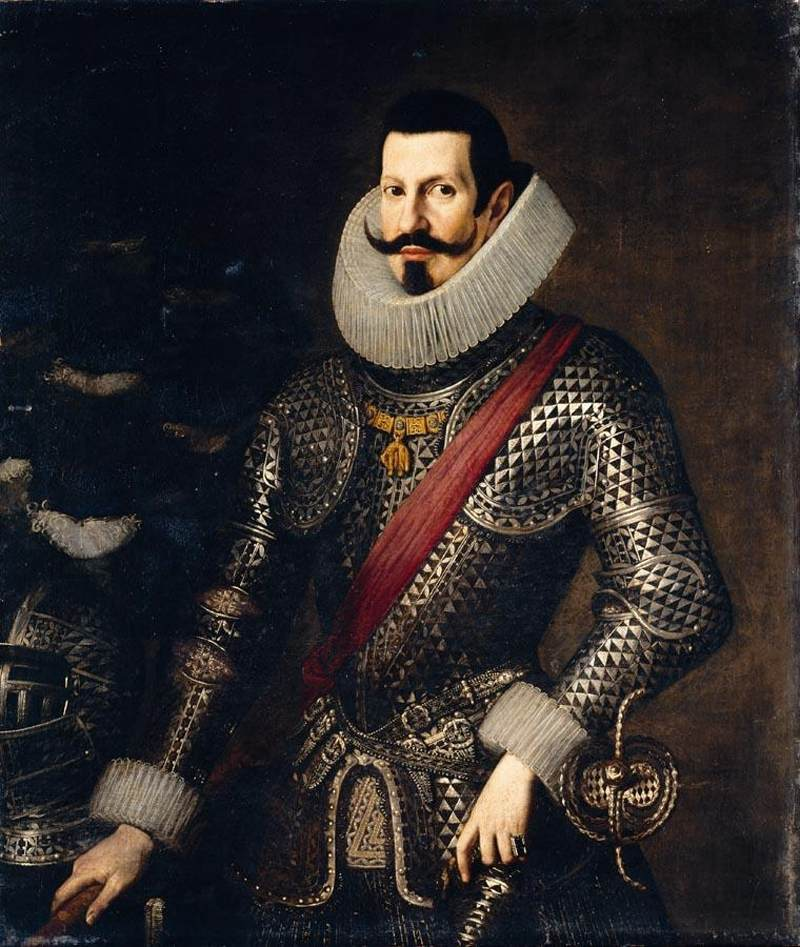
Pedro Téllez-Girón, duque de Osuna, por Bartolomé González y Serrano.

- Alberto de Habsburgo, archiduque de Austria (1559-1621) e Isabel Clara Eugenia de Habsburgo, infanta de España (1566-1633). Después de que Felipe II otorgase el señorío de los Países Bajos españoles bajo control español a su hija Isabel Clara Eugenia y su esposo el Archiduque Alberto (con la condición de que si la infanta fallecía sin hijos, la propiedad retornaría al rey de España, probablemente lo que Felipe pretendía desde un primer momento),[5] las políticas felipistas en los Países Bajos quedaron eminentemente una prerrogativa de los archiduques de Austria.
- Ambrosio Spínola, marqués de los Balbases (1569-1633). Probado general del Ejército de Flandes, su papel fue crucial para mantener la línea en la Guerra de los Ochenta Años, implementando estrategias propias ante el silencio de Madrid y consiguiendo contra todo pronóstico anotar grandes victorias sin financiación de España.[6][7] Se le consideró el principal estratega y político católico del norte de Europa.[5] Su relación con Lerma era ambivalente, ya que el duque necesitaba desesperadamente a un hombre capaz en Flandes, pero al mismo tiempo desdeñaba el origen burgués de Spínola y temía su creciente influencia.[8]
- Pedro Enríquez de Acevedo, conde de Fuentes (1525-1610). Gobernador del Milanesado (1600-1610), utilizaría su posición para perseguir fines intervencionistas a lo largo de Italia, incluyendo ofertas a los Estados Pontificios de invadir la República de Venecia en 1607.[9] Geoffrey Parker le consideraría "el más atrevido de los procónsules".[10]
- Pedro de Toledo Osorio, marqués de Villafranca (1546-1627). Sucesor de Fuentes, gobernador de Milán (1616-1618), participó exitosamente en la guerra de sucesión de Montferrato.
- Pedro Téllez-Girón, duque de Osuna (1574-1624). Virrey de Sicilia y (1610-1616) y posteriormente de Nápoles (1616-1620), inició su carrera como un aliado de Lerma por su relación matrimonial con su familia. Administró los territorios italianos con enorme iniciativa y eficiencia, practicando el corso en contra el deseo de la corte, formando flotas privadas y agrediendo severamente a Venecia y al imperio otomano. Para ello mantuvo un control férreo sobre la aristocracia local y estorbó sus intentos de enviar quejas a la corte.[11] De gran popularidad, sólo cayó en desgracia cuando el propio Lerma lo hizo.[11]
- Alfonso de la Cueva, marqués de Bedmar (1574-1655): influyente embajador en Venecia, trabajó con Osuna y vio su nombre envuelto en la conjuración de Venecia o de Bedmar, en la que se acusó a los procónsules de estar detrás de un intento de conquistar la república en connivencia con sus propios mercenarios.
- Baltasar de Zúñiga y Velasco (1561-1622): embajador sucesivo en Bruselas, París y Praga. Promovió la participación española en la Guerra de los Treinta Años en un intento de preservar los territorios neerlandeses e italianos.[12]